# Очеретянка полінезійська
Очеретянка полінезійська (Acrocephalus astrolabii) — вимерлий вид співочих птахів з родини очеретянкових (Acrocephalidae).

## Назва
Вид названо на честь дослідницького судна «Астролябія», під час експедиції якого у 1838—1839 роках було зібрані типові зразки птаха.

## Ареал
Вид описаний з двох музейних зразків, місцем збору яких помилково було названо острів Яп на Каролінських островах. Насправді зразки походять з острова Мангарева на островах Гамб'є у Французькій Полінезії. Більше цього птаха ніхто не спостерігав, тому вид вважається вимерлим.